# Trichocerca cylindrica
Trichocerca cylindrica är en hjuldjursart som först beskrevs av Imhof 1891.  Trichocerca cylindrica ingår i släktet Trichocerca och familjen Trichocercidae. Arten är reproducerande i Sverige. Inga underarter finns listade i Catalogue of Life.